# Stachys pumila
Stachys pumila là một loài thực vật có hoa trong họ Hoa môi. Loài này được Banks & Sol. miêu tả khoa học đầu tiên năm 1794.